# Scharans
Scharans é uma comuna da Suíça, no Cantão Grisões, com cerca de 815 habitantes. Estende-se por uma área de 14,28 km², de densidade populacional de 57 hab/km². Confina com as seguintes comunas: Almens, Fürstenau, Sils im Domleschg, Vaz/Obervaz.
A língua oficial nesta comuna é o Alemão.